# James Cagney
James Francis Cagney (New York, 17 juli 1899 - Stanfordville (New York), 30 maart 1986) was een Amerikaans filmacteur. Zijn ouders waren van Ierse en Noorse afkomst. Hij had één zus,  de actrice Jeanne Cagney, en drie broers, onder wie de acteur en filmproducent William Cagney.
Hij werkte in vaudeville en in het theater op Broadway, en toen Warner Bros. Pictures de filmrechten kocht voor het stuk Penny Arcade waar hij in speelde, namen ze Cagney en zijn collega Joan Blondell mee vanuit het theater naar het witte doek in Sinner's Holiday (1930).
Cagney speelde daarna in veel films, en kreeg de bijnaam de harde jongen te zijn door een serie misdaadfilms zoals
The Public Enemy (1931), Blonde Crazy (1931) en Hard to Handle (1933). Hij speelde ook een aantal "zachtere" rollen, waaronder Angels with Dirty Faces (1938), een Oscar-winnende rol als George M. Cohan in Yankee Doodle Dandy (1942, met Jeanne Cagney), White Heat (1949) ("Made it, Ma! Top of the world!"), en Mister Roberts (1955). Hij was een van de oprichters van het Screen Actors Guild en was voorzitter van 1942-1944.
Cagneys laatste filmrol was in de film Ragtime in 1981, het einde van een carrière die meer dan 70 films omvatte, alhoewel de laatste voor Ragtime al in 1961 was geweest, in Billy Wilders One, Two, Three. Tijdens zijn afwezigheid wees Cagney alle rollen af om tijd te kunnen spenderen aan het leren schilderen (waarin hij erg goed werd) en het onderhouden van zijn boerderij in Stanfordville in New York.
In 1974 ontving hij een Lifetime Achievement Award van het Amerikaanse filminstituut, en hij kreeg in 1984 de Presidential Medal of Freedom van zijn vriend Ronald Reagan.
Na 1979 ging zijn gezondheid snel achteruit, en hij leed aan diabetes. Hij overleed op 86-jarige leeftijd aan een hartaanval. Hij ligt begraven in Hawthorne in New York.
Hij trouwde in 1922 met de danseres Frances Wilhard "Billie" Vernon (1899-1994), zij bleven 64 jaar bij elkaar. Zij adopteerden een zoon, James Cagney Jr., en een dochter, Cathleen "Casey" Cagney.

## Trivia
- Cagney wordt vaak geciteerd met de catchphrase “You dirty rat”. Hij heeft dit echter nooit in een film gezegd. Wel zei hij in de film Taxi! uit 1932 "Come out and take it, you dirty yellow-bellied rat, or I'll give it to you through the door“.

## Filmografie
- Sinners' Holiday (1930)
- The Doorway to Hell (1930)
- Other Men's Women (1931)
- The Public Enemy (1931)
- The Millionaire (1931)
- Smart Money (1931)
- Blonde Crazy (1931)

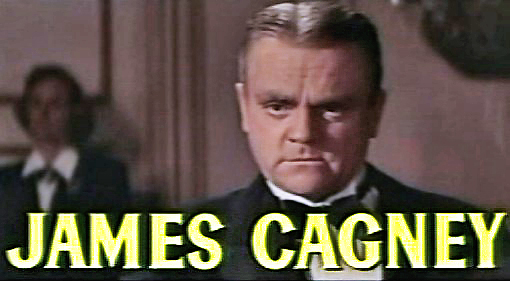
James Cagney in de filmtrailer van Love Me or Leave Me (1955)

- How I Play Golf, by Bobby Jones No. 11: 'Practice Shots' (1931) (short subject)
- Taxi! (1932)
- The Crowd Roars (1932)
- Winner Take All (1932)
- Hard to Handle (1933)
- Picture Snatcher (1933)
- The Mayor of Hell (1933)
- Footlight Parade (1933)
- Lady Killer (1933)
- Jimmy the Gent (1934)
- He Was Her Man (1934)
- Here Comes the Navy (1934)
- The Hollywood Gad-About (1934) (short subject)
- The St. Louis Kid (1934)
- A Dream Comes True (1935) (short subject)
- A Trip Thru a Hollywood Studio (1935) (short subject)
- Devil Dogs of the Air (1935)
- 'G' Men (1935)
- The Irish in Us (1935)
- A Midsummer Night's Dream (1935)
- Mutiny on the Bounty (1935) (appears as extra)
- Frisco Kid (1935)
- Ceiling Zero (1935)
- Great Guy (1936)
- Something to Sing About (1937)
- For Auld Lang Syne (1938) (short subject)
- Boy Meets Girl (1938)
- Angels with Dirty Faces (1938)
- The Oklahoma Kid (1939)
- Hollywood Hobbies (1939) (short subject)
- Each Dawn I Die (1939)
- The Roaring Twenties (1939)
- The Fighting 69th (1940)
- Torrid Zone (1940)
- City for Conquest (1940)
- The Strawberry Blonde (1941)
- The Bride Came C.O.D. (1941)
- Captains of the Clouds (1942)
- Yankee Doodle Dandy (1942)
- You, John Jones (1943) (short subject)
- Johnny Come Lately (1943)
- Battle Stations (1944) (short subject) (Verteller)
- Blood on the Sun (1945)
- 13 Rue Madeleine (1947)
- The Time of Your Life (1948)
- White Heat (1949)
- Kiss Tomorrow Goodbye (1950)
- The West Point Story (1950)
- Come Fill the Cup (1951)
- Starlift (1951) (Cameo)
- What Price Glory (1952)
- A Lion Is in the Streets (1953)
- Run for Cover (1955)
- Love Me or Leave Me (1955)
- The Seven Little Foys (1955)
- Mister Roberts (1955)
- Tribute to a Bad Man (1956)
- These Wilder Years (1956)
- Man of a Thousand Faces (1957)
- Short-Cut to Hell (1957) (in pre-credits sequence) (tevens director)
- Never Steal Anything Small (1959)
- Shake Hands with the Devil (1959)
- The Gallant Hours (1960) (tevens producer)
- One, Two, Three (1961)
- Arizona Bushwhackers (1968) (Verteller)
- Ragtime (1981)